# Eoferreola
Eoferreola ist eine Gattung der Wegwespen (Pompilidae). In Europa treten vier Arten auf.

## Merkmale
Bei den Arten der Gattung Eoferreola handelt es sich um mittelgroße, kräftige rot und schwarze Wegwespen. Kopf und Thorax haben unscheinbare Mikrostrukturen, der Hinterleib ist glatt. Der Großteil des Körpers ist kurz, anliegend tomentiert. Die Frons ist oberhalb der Fühler konvex. Der Innenrand der Facettenaugen ist unten schwach konvergierend. Die konvexe Stirnplatte (Clypeus) ist kurz und breit, ihr apikaler Rand ist gerade. Die Stirnplatte und das Gesicht sind kurz, seidig glänzend, bräunlich tomentiert. Das Labrum ist gut unterhalb der Stirnplatte sichtbar. Es hat einen abgerundeten Apikalrand. Die Maxillarpalpen sind verkürzt. Die Mandibeln haben ein zusätzliches Zähnchen. Das Metapostnotum ist nahezu vollständig vom Metanotum verdeckt. Das Propodeum hat posterolateral doppelt gezähnte Verlängerungen. Weitere kleine Anhängsel befinden sich mittig am Rücken. Bei den Weibchen ist das zweite Sternum schwach konkav, das sechste ist mehr oder weniger abgerundet und schwach verlängert. Die Vorderflügel sind bräunlich getönt, bei den Männchen sind sie jedoch fast klar, sie haben aber ein bräunliches Band an der Flügelspitze. Das Flügelmal (Pterostigma) ist klein und etwa so lang wie die Ader 2rs-m. Die Beine haben kurze Dorne. Die Tarsen der Vorderbeine haben bei den Weibchen unscheinbare Tarsalkämme. Alle Klauen sind bei den Weibchen gezähnt, bei den Männchen bifid.

## Lebensweise
Die Wespen besiedeln offene Lebensräume und Waldränder. Die Larven werden mit Spinnen der Familie Eresidae versorgt.

## Arten (Europa)
- Eoferreola anatolica Priesner, 1973
- Eoferreola distincta (Smith, 1855)
- Eoferreola manticata (Pallas, 1771)
- Eoferreola rhombica (Christ, 1791)

## Belege